# Сагарда Микола Іванович
Микола Іванович Сагарда (1870, Золотоноша — 1943, Київ) — український історик, перекладач, теолог і бібліограф.

## Життєпис
Родом з Золотоноші. Закінчив Київську духовну академію, потім викладав у Полтавській духовній семінарії.
Протягом 1890-х років надрукував цілу низку праць з історії, теології, філософії. В Санкт-Петербурзькій духовній академії захистив магістерську дисертацію (1904), надалі працював там на кафедрі патристики духовної семінарії в званні екстраординарного професора, захистив докторську дисертацію (1916). Після ліквідації Санк-Петербурзької духовної академії повернувся до Полтави (1918). 
Приват-доцент Київського університету для викладання історії візантійської літератури, одночасно — професор Українського державного університету (кафедра класичної літератури) (1919). Впродовж 1919—1934 був співробітником Всенародної бібліотеки України, працював завідувачем відділу періодики. Був постійним членом Тимчасового комітету із заснування НБУ, де він працював весь термін (до 1923). Займався розшуком та комплектуванням колекційних фондів, рукописних матеріалів, особливу увагу він приділяв церковним бібліотечним зібранням. 
Протягом 1920-1924 був професором кафедри історії всесвітньої літератури Полтавського українського ІНО, де викладав спочатку історію візантійської культури, а потім історію середньовічної культури . 
Повернувся до ВБУ (1924) на посаду завідувача відділу періодики, входив до складу Науково-дослідного кабінету бібліотекознавства, завідував секцією бібліографії, керував роботою аспірантів у галузі теорії й методології бібліографії та історії іноземної бібліографії.
Звільнений внаслідок ідеологічних переслідувань у 1932. Працював коректором у Видавництві АН. Помер під час нацистської окупації.

## Наукова діяльність
Сагарда автор ґрунтовних праць з історії церкви та християнської літератури. Теоретик українського бібліографічного репертуару, бібліографії української періодики, член Бібліографічної комісії при УАН,  заступник голови Візантологічної комісії ВУАН. 
Сагарда очолював журнал «Христианское чтение» (1912). У 1927—1930 рр. працював співредактором друкованого органу бібліотеки — «Журналу бібліотекознавства та бібліографії». З 1927 року — секретар Бібліографічної Комісії ВУАН.
Друкував статті й дослідження у «Полтавских Епархиальных Ведомостях» і «Книгарі» (1918-1919), серед інших: «Переклади Святого Письма на українську мову від XVI-XX ст.», «Поетичні переклади П. О. Кулішем Святого Письма», у бібліографічних журналах — про організацію бібліографії, каталогізацію і т. д. в бібліотеках України, у журналі «Україна» давав бібліографічні огляди україніки в російських журналах.
Переклав українською мовою романи В. Гюго (роман «Людина, що сміється»), Ч. Діккенса («Повість про двоє міст»).

## Праці
- Учение о Святой Троице Святого Василия Великого // Журнал Московской Патриархии[ru]. 1979. № 1. С. 71-77.[2]
- «Переклади Св. Письма на українську мову в XIX і XX ст.» (1919);
- «Основні проблеми українського бібліографічного репертуару» (1927);
- «Завдання бібліографії української періодики» (1928);
- огляди україніки в російських журналах (1927–1928)[1].
- Переклади Святого Письма на українську мову від XVI-XX ст.
- Поетичні переклади П. О. Кулішем Святого Письма

Упорядкував «Систематичний каталог видань Всеукраїнської Академії наук за 1930-32 рік» (1931–1933), «Каталог антикварної книжки» (1932).